# Keep the Faith (chanson de KAT-TUN)
Pour les articles homonymes, voir Keep the Faith.
Singles de KAT-TUN
Yorokobi no uta
(2007) LIPS
(2008)
Keep the Faith est le 5e single du groupe KAT-TUN sorti sous le label J-One Records le 21 novembre 2007 au Japon. Il atteint la 1re place du classement de l'Oricon. Il se vend à 350 863 exemplaires la première semaine et reste classé 16 semaines, pour un total de 459 919 exemplaires vendus. Il sort en format CD, CD First Press et CD+DVD.
Keep the faith a été utilisé comme thème musical pour le drama Yukan Club dans lequel jouent Akanishi Jin et Taguchi Junnosuke. Keep the faith est présente sur l'album Queen of Pirates Kat-Tun III.

## Liste des titres
| 1. | Keep the faith                    | Kyosuke Himuro, SPIN | Kyosuke Himuro  | 3:47 |
| 2. | Crazy Love                        | SPIN                 | Yoshinao Mikami | 4:36 |
| 3. | Keep the faith (Original Karaoke) | Kyosuke Himuro, SPIN | Kyosuke Himuro  | 3:47 |
| 4. | Crazy Love (Original Karaoke)     | SPIN                 | Yoshinao Mikami | 4:36 |

| 1. | Keep the faith                    | Kyosuke Himuro, SPIN | Kyosuke Himuro  | 3:47 |
| 2. | Crazy Love                        | SPIN                 | Yoshinao Mikami | 4:36 |
| 3. | Lovin'U                           | kodamax              | kodamax         | 4:55 |
| 4. | Keep the faith (Original Karaoke) | Kyosuke Himuro, SPIN | Kyosuke Himuro  | 3:47 |
| 5. | Crazy Love (Original Karaoke)     | SPIN                 | Yoshinao Mikami | 4:36 |
| 6. | Lovin'U (Original Karaoke)        | kodamax              | kodamax         | 4:53 |

| 1. | Keep the faith | Kyosuke Himuro, SPIN | Kyosuke Himuro  | 3:47 |
| 2. | Crazy Love     | SPIN                 | Yoshinao Mikami | 4:36 |

| 1. | Keep the faith |  |
| 2. | Making of      |  |